# Clostridium coccoides
Clostridium coccoides  è una specie di batterio appartenente alla famiglia delle Clostridiaceae.